# Piso de vidro

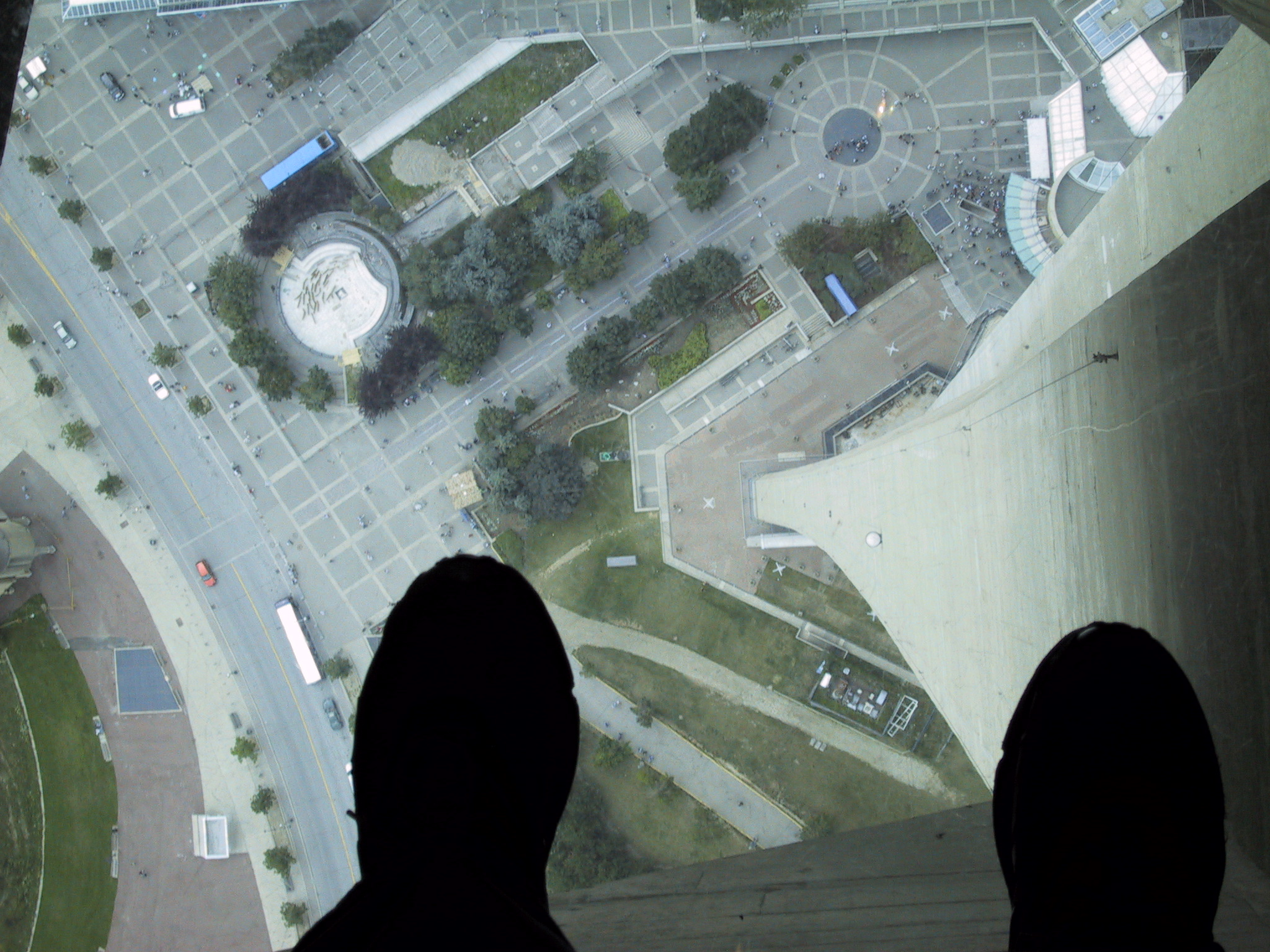
Olhando através do piso de vidro da Torre CN situada na cidade de Toronto, Canadá.

Um piso de vidro é um arranjo arquitetônico em que uma seção do piso é transparente. É encontrado com maior frequência em grandes edifícios, torres e barcos de passeio. O objetivo é proporcionar uma grande visão diretamente abaixo dos pés do observador.
Geralmente é construído com vidro reforçado e sua principal aplicação é em pontos turísticos onde ele possa ser construído em grandes alturas, tais como o Grand Canyon Skywalk que foi construído a 1219 m acima do solo, sendo o mais alto piso de vidro do mundo. Outro exemplo é o piso da torre CN situada em Ontário, Canadá com 342 m de altura.

## Galeria

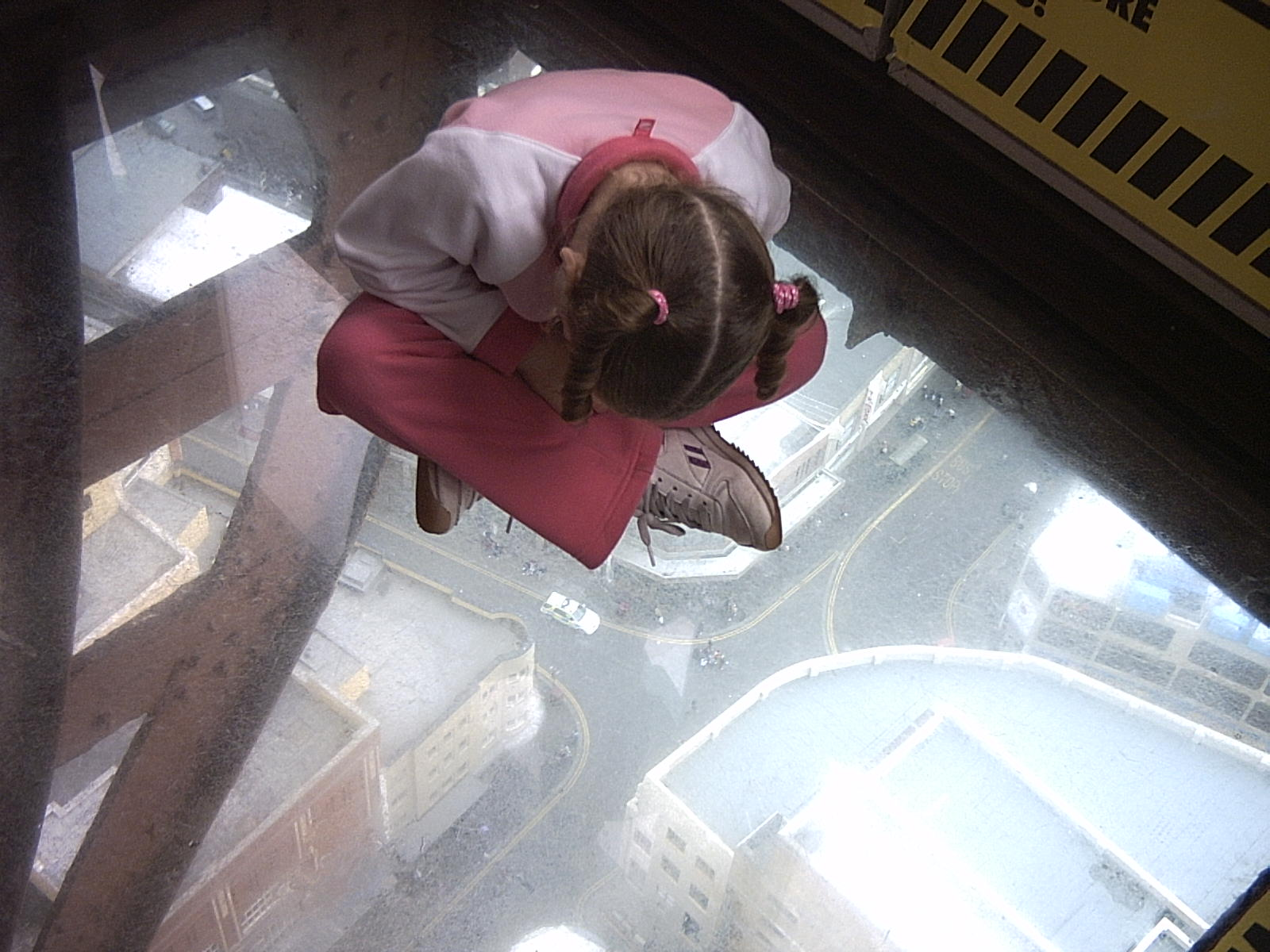
Torre de Blackpool, Lancashire, Inglaterra
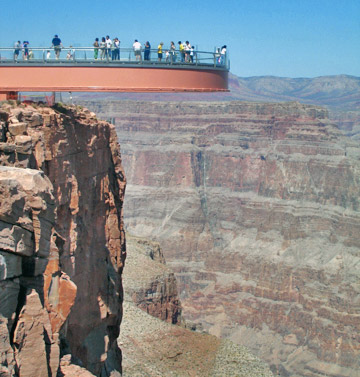
Grand Canyon Skywalk, Arizona, USA
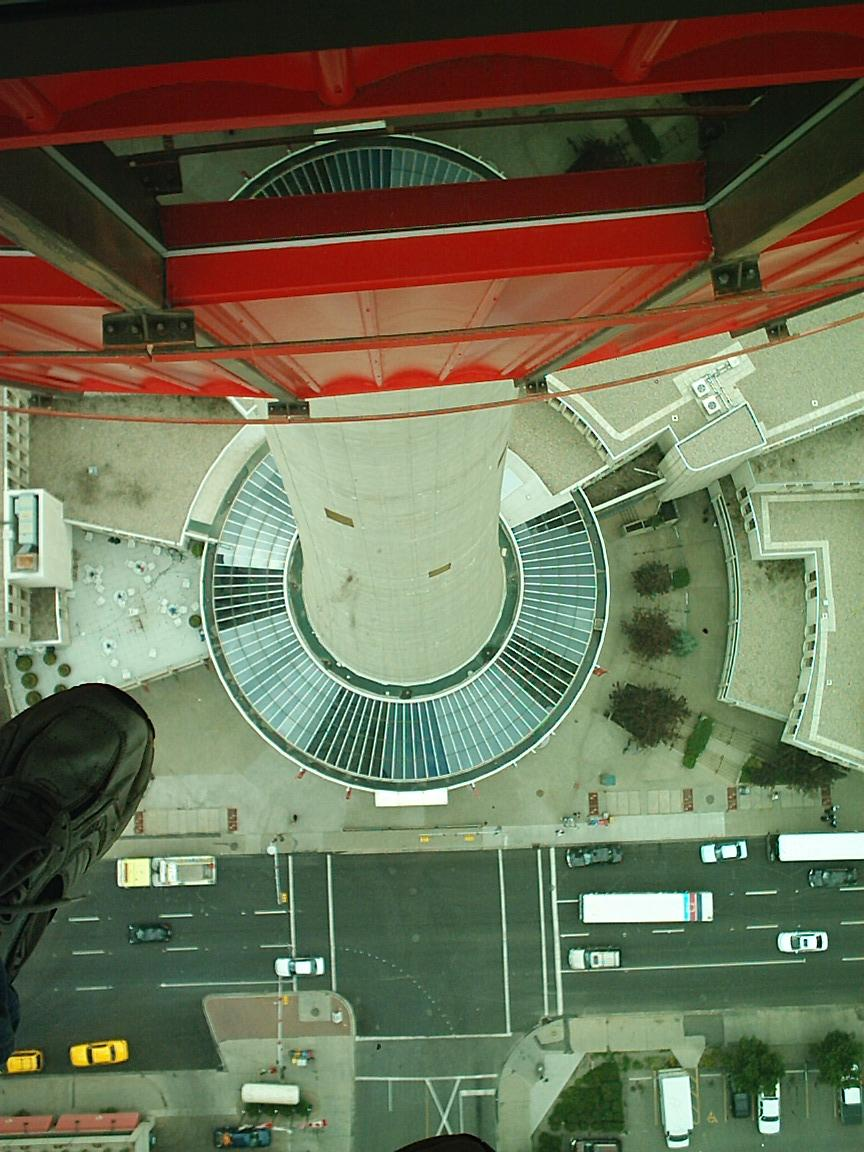
Torre Calgary, Alberta, Canadá